# آگه بور
آگه نیلز بور (به دانمارکی: Aage Niels Bohr) (زاده ۱۹ ژوئن ۱۹۲۲ – درگذشته ۸ سپتامبر ۲۰۰۹) فیزیک‌دان هسته‌ای دانمارکی و پسر فیزیک‌دان مشهور و برنده جایزه نوبل فیزیک (۱۹۲۲)، نیلز بور بود.
او در سال ۱۹۷۵ برای پیدا کردن ارتباط میان حرکت جمعی و حرکت ذره و ایجاد نظریه‌ای دربارهٔ ساختار هسته اتم موفق به دریافت جایزه نوبل فیزیک شد.